# 3 Foot Clearance
3 Foot Clearance è il trentaduesimo album in studio del chitarrista statunitense Buckethead, pubblicato il 17 agosto 2011 dalla Hatboxghost Music.

## Il disco
Terzo disco appartenente alla serie "Buckethead Pikes", 3 Foot Clearance era stato originariamente pubblicato in edizione limitata, numerata ed autografata da Buckethead il 21 dicembre 2010 con il titolo di Happy Holidays from Buckethead.
Tra le varie tracce contenute nell'album spicca Rammellzee: Hero of the Abyss, brano dedicato all'artista hip hop e graffatista Rammellzee, scomparso il 27 giugno 2010. Questo brano fu pubblicato sul sito ufficiale di Buckethead qualche giorno prima della pubblicazione dell'album e Travis Dickerson annunciò che la canzone sarebbe stata inserita nell'album.

## Tracce
Musiche di Buckethead e Dan Monti.
1. Griffin's Spike – 4:07
2. Rammellzee: Hero of the Abyss – 4:00
3. Three Headed Guardian – 3:56
4. Floating Graveyard – 3:18
5. Ballad of Jerry Mono – 4:55
6. H.D. Autopsy – 3:17
7. Droid Hunt – 2:44
8. Battlefields – 3:11
9. Handprint Ornament – 2:46
10. Harpoon the Goon – 2:28
11. Critical Leg Assignment – 2:33
12. Siamese Butterfly – 1:54
13. X-Ray – 0:49

## Formazione
- Buckethead – chitarra, basso

Altri musicisti
- Dan Monti – basso aggiuntivo, missaggio[2]